# Імендяшево
Імендя́шево (рос. Имендяшево, башк. Имәндәш) — село у складі Гафурійського району Башкортостану, Росія. Входить до складу Імендяшевської сільської ради.
Населення — 341 особа (2010; 410 в 2002).
Національний склад:
- башкири — 99%